# Tunnel Maurice-Lemaire
Tunnel Maurice-Lemaire of Tunnel de Sainte-Marie-aux Mines is een tunnel in de Vogezen (Frankrijk). De tunnel heeft een lengte van 6872 meter en maakt deel uit van de N159, onderdeel van de route Nancy - Saint-Dié (in het westen) naar Sélestat - Colmar (in het oosten). In 1937 werd het traject geopend als spoorwegtunnel, in 1976 vond een heropening plaats waarbij het kunstwerk voor het wegverkeer werd bestemd.  
Voor passage is tol vereist; anno 2023 bedraagt deze 6,30 euro voor een auto.
De tunnel is vernoemd naar Maurice Lemaire, aanvankelijk directeur-generaal van spoorwegmaatschappij SNCF en later politicus. In deze laatste hoedanigheid verzette hij veel werk voor de heropening van de tunnel als wegverbinding.

## Geschiedenis

### Eerdere plannen
Al halverwege de 19e eeuw ontstonden er plannen voor een spoorverbinding tussen Sélestat en Saint-Dié via Sainte-Marie-aux-Mines. In de jaren 60 van die eeuw werd vervolgens alleen nog een lijn vanuit Sélestat aangelegd met als eindpunt Sainte-Marie. 
In 1866 startte een nieuw project gericht op doortrekking van de lijn naar Saint-Dié, waarbij in 1867 een studie naar de concrete mogelijkheden werd gestart. De voortgang kwam in 1870 tot stilstand door het uitbreken van de Frans-Duitse Oorlog. Hiermee kwam de Elzas (het gebied rond Sainte-Marie en Sélestat/Colmar) in Duitse handen. De daarop volgende decennia bleven verhoudingen tussen Frankrijk en Duitsland dusdanig verstoord, dat een internationale verbinding niet te realiseren was. Rond het eerste decennium van de 20e eeuw leek er even nieuw licht te zijn voor de verbinding die uiteindelijk via een tunnel zou lopen, maar opnieuw zou een oorlog (namelijk de Eerste Wereldoorlog) het verwezenlijking van projecten verder uitstellen.

### Uiteindelijke planning en aanleg
Pas in 1919 begon daarmee de daadwerkelijke planning van het kunstwerk, inmiddels weer een puur Franse aangelegenheid aangezien de Elzas na WO 1 weer tot Frankrijk ging behoren. Op 19 juli 1929 werd een wet tot bouw van het traject aangenomen. Tussen 1933 en 1936 vond de bouw plaats van wat de langste spoortunnel binnen Frankrijk zou worden.   
Op 7 augustus 1937 reed voor het eerst een trein door de tunnel. En de dag daarna vond de officiële opening plaats. Aan boord van een speciale trein reisde toen de president van Frankrijk Albert Lebrun over de nieuwe verbinding. Na een opstartperiode met slechts enkele treinen per dag, kwam met ingang van 1938 de exploitatie in handen van het nieuw opgerichte staatsbedrijf SNCF. Met het uitbreken van de Tweede Wereldoorlog kwam de exploitatie al snel daarna weer nagenoeg stil te liggen. 

### Tweede Wereldoorlog
De Elzas werd opnieuw Duits en de tunnel kwam dus op de grens te liggen. Daarmee kreeg het even voor enkelingen een functie als vluchtroute uit Nazi-Duitsland. Na december 1943 kreeg het kunstwerk weer een heel andere rol: de Duitse dictatoriale regering ging de tunnel inzetten als fabriek voor vliegtuigonderdelen. Gedurende 8 maanden werkten 2000 dwangarbeiders per dag ononderbroken 12 uur. Eind 1944 stond in het kader van evacuatie door de Duitsers en het vervolgens voor de Geallieerden direct saboteren van de infrastructuur op diverse plaatsen. Binnen 2 jaar herstelde Frankrijk deze schade en op 1 april 1947 kon het traject opnieuw in gebruik genomen worden.

### Naoorlogse treindiensten
Evenals voor de Tweede Wereldoorlog werd de tunnel ook na de oorlog niet heel intensief gebruikt: er reden nu 12 treinen per dag door de tunnel, inclusief een goederentrein. Hieronder waren twee snellere treinen, verder reisden alleen passagiers van lokale treinen door tunnel Maurice-Lemaire.
Naast beperkte betekenis voor het treinverkeer, werd de slechte staat van onderhoud (met maar beperkt herstel van de oorlogsschade) uiteindelijk aanleiding tot sluiting van de tunnel. Maurice-Lemaire bewerkstelligde dat op 2 juni 1973 voor het laatst een trein door de tunnel reed.
Tussen 2004 en oktober 2008 was de tunnel gesloten vanwege veiligheidsaanpassingen.